# Cheb Nasro

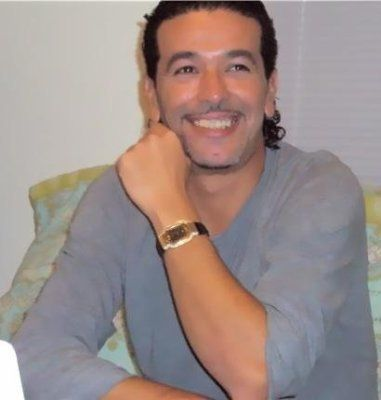
Imagem de Cheb Nasro.

Nasro (em árabe: نصرو, cujo nome real é Nasereddine Souidi), mais conhecido como Cheb Nasro, é um cantor de rai argelino, nascido em Aïn Témouchent a 30 de novembro de 1969. É influenciado pelo pai do raï moderno Messaoud Bellemou. É também considerado, juntamente com Cheb Hasni, como um dos melhores cantores de raï sentimental.

## Biografia
Nasereddine nasceu a 30 de novembro de 1969 em Aïn Témouchent, uma pequena cidade a 90 km a oeste de Orán, onde viveu e cresceu. Desde os dois anos, tocou o seu primeiro instrumento musical, um derbuka (tambor tradicional árabe) oferecido pelo seu tio. 
Apoiado por um vizinho, o famoso cantor de raï da época, Cheb Zahouani, começou imediatamente a cantar em casamentos, baptismos e outras celebrações. À idade de 18 anos, gravou o seu primeiro álbum, seguido por outros durante a sua longa carreira. A sua voz cheia de sentimento e de seu próprio estilo fazem dele uma estrela idiscutível de raï, rivalizando com o cantor Cheb Hasni. Em novembro de 1997, realizou a sua última apresentação na Argélia em Sidi Fredj, e desde então mudou-se para viver em Miami.
Durante a sua carreira como cantor, realizou vários concertos ao redor do mundo, inclusive no mundo árabe, Europa e América do Norte. Em princípios dos anos 2000, emigrou para os Estados Unidos e assinou um contrato com a discográfica americana Melodia Records para converter-se no primeiro e único cantor de raï a assinar com uma empresa norte-americana.

## Discografia
Durante a sua longa carreira Nasro tem produzido vários álbuns, singles, compilações e concertos :

### Álbuns
- ... : Aâchkake chayabni
- ... : Aâyite hacane manek
- ... : Aâtak rabi blaça fi galbi
- ... : Aâtini galbek
- ... : Aâyite nsabar fi galbi
- 1995 : Ana al ghaltane khayertek anti
- 1997 : Ana wa nti wa dahr twil
- ... : Antiya sababI
- ... : Bahr tofane
- ... : Bghitek amour
- 1992 : B'nate el youm bazaf
- ... : C'est mon choix
- ... : Ca fait plaisir
- ... : Chab rassi fel hob (avec Chaba Fella)
- 1996 : Choufi el maktoub ki lakana
- 1988 : Choufi men aâchkak ki rani
- 1996 : Dawha goudam aâyni
- ... : Dayaâte snine men ômri
- ... : Dés fois nebghi nkhabrek
- 1993 : El-hob âyah
- 2001 : Enfin oueldi oula benti
- ... : Fatima
- 1994 : Griba wala baâida
- ... : Hassdouni fih
- ... : Heureusement ma hkitlekch seri
- ... : Hkayete lamhaba
- ... : H'ssebti ki tgouli nabghik
- 2011 : Khtitek ana et je regrette
- 1991 : Ki n'sakssiha ila tabghini
- 2004 : Kounti maâya ki soltana
- ... : L'histoir li hia nsatha
- 2010 : Lady
- 1998 : La la machi kima hak
- ... : Lilate aârssek bkite
- ... : Loukane ja el galbe yaâchek zouj
- ... : Mada bia ça fait plaisir
- ... : Madabikoum natfarkou
- ... : Mahboubet galbi rahet
- ... : Mahma goultou fiha
- 1993 : Mah'na laoula
- ... : Mariage
- ... : Mariage 2
- ... : Mazal galbha toujours fia
- ... : Mazal galbi tamaa fa li nsatni
- 1992 : Mon amour
- 1997 : Nabghik ana nabghik
- ... : Natsam'hou (avec kheira )
- 1994 : Ne me quitte pas
- ... : N'ssite wa nkarti el maârouf
- ... : Ouf ouf mel ghorba
- ... : Reservit lik galbi
- 1995 : Reviens à moi
- ... : Sabrina
- ... : Samhini fat el awane
- ... : Separation
- ... : Taârfouni beli nabghiha
- ... : Yji nhar win netlakou

## Compilações
1998 : Le Meilleur
2002 : Departures
2006 : Best of love